# Giovanni Battista Guadagnini

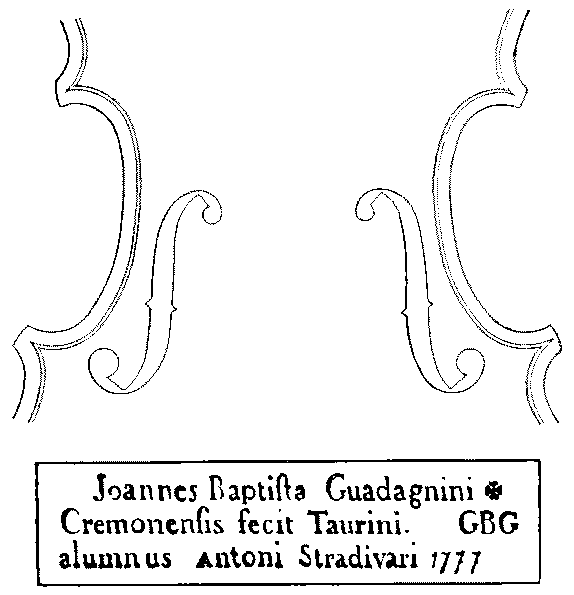
Details einer Violine von Giovanni-Battista Guadagnini

Giovanni Battista Guadagnini (* 23. Juni 1711 in Bilegno (Borgonovo Val Tidone); † 18. September 1786 in Turin) war der bekannteste Geigenbauer der Familie Guadagnini und Sohn des Geigenbauers Lorenzo Guadagnini, eines angeblichen Schülers Antonio Stradivaris.

## Bedeutung

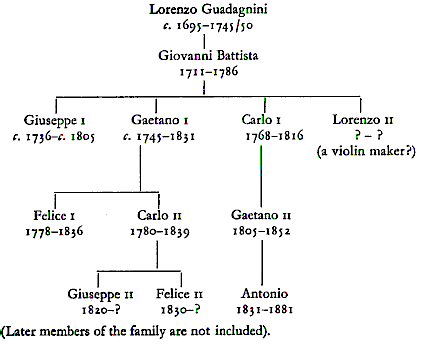
Familienstammbaum der Guadagnini

Die Mitglieder der Guadagnini-Familie bauten vom 18. Jahrhundert bis ins 20. Jahrhundert hervorragende Violinen.
Der Geiger Carl Flesch äußert sich in seinem Buch Die Kunst des Violinspiels negativ über den „gläsernen“, für den Konzertsaal ungeeigneten Klang der Guadagnini-Geigen. Er titulierte sie boshaft als „Manufakturgeigen des 17. Jahrhunderts“. Trotz dieser Äußerung konzertierten große Geigerpersönlichkeiten des 19. Jahrhunderts auf diesen Instrumenten, so Henri Vieuxtemps, Henryk Wieniawski oder Hubert Léonard. Alma Rosé, eine der Leiterinnen des Mädchenorchesters von Auschwitz, spielte auf einer Guadagnini-Violine.
Auch heute werden die Guadagnini-Instrumente hoch geschätzt und von zahlreichen Solisten gespielt, so etwa von den Violinistinnen Zia Hynsu Shin, Götz Bernau, Melanie Michaelis, Julia Fischer, Tasmin Little, Chouchane Siranossian, Sophia Jaffé, Lara St. John, Alissa Margulis, Vanessa-Mae, Viktoria Mullova, Sandrine Cantoreggi, Eldbjørg Hemsing, Mari Silje Samuelsen, Carolin Widmann oder den Violinisten David Garrett und Ernst Kovacic und den Cellistinnen Chang Han-na, Sol Gabetta und den Cellisten Nicolas Altstaedt und Friedrich Kleinhapl.